# Szöuli Tanítóképző Egyetem állomás
A Szöuli Tanítóképző Egyetem állomás a szöuli metró 2-es és 3-as vonalának állomása; Szöul Szocsho-ku (Seocho-gu) kerületében található. Nevét a közeli Szöuli Tanítóképző Egyetemről kapta.

## Viszonylatok
| 2-es vonal                                     | 2-es vonal | 2-es vonal                                                        |
| ---------------------------------------------- | ---------- | ----------------------------------------------------------------- |
| Kangnam (Gangnam) (külső oldal) Városháza felé | fő vonal   | Szocsho (Seocho) (belső oldal) Cshungdzsongno (Chungjeongno) felé |
| 3-as vonal                                     |            |                                                                   |
| Expresszbusz-terminál Tehva (Daehwa) felé      | fő vonal   | Nambu buszterminál Ogum (Ogeum) felé                              |